# 구과량
구과량(球過量)이란 구면 위에 그려진 삼각형에서 내각의 합과 평면 위에 그려진 삼각형에서 내각의 합의 차이를 말한다. 측량에서 구과량 ε''은 구면삼각형의 면적을 As라 하고 지구 곡률반경을 R, ρ''=206265''라고 할 때, 다음과 같다.
{\displaystyle \epsilon ''={\frac {A_{s}}{R^{2}}}\rho ''}
반대 개념은 각부족이다.

## 참고 문헌
- 이재기; 최석근; 박경식; 정성혁 (2013). 《측량학1》 2판. 형설출판사. ISBN 978-89-472-7336-7.